# المنصورة (الرضمة)

تعديل مصدري - تعديل

المنصورة محلة تابعة لقرية قبلي، التابعة لعزلة شيزر بمديرية الرضمة إحدى مديريات محافظة إب في الجمهورية اليمنية.، بلغ تعداد سكانها 236 حسب تعداد اليمن لعام 2004.